# Пограничные войска (Куба)
Пограничные войска Республики Куба (TGF, исп. Tropas Guardafronteras) — это род войск Республики Куба, который обеспечивает охрану государственных границ, территориальных вод и пограничной зоны страны.

## История
В первые годы после Кубинской революции обстановка на границах страны была сложной. США и другие граничившие с Кубой страны денонсировали ряд международных соглашений, ранее заключённых с Кубой. В это время охрану границ обеспечивали подразделения кубинской армии и флота, но в ходе реформирования вооружённых сил в их структуру были внесены изменения и 23 сентября 1970 года были созданы пограничные войска.
Во второй половине 1970-х годов были подписаны несколько соглашений, в соответствии с которыми в охрану границ были внесены некоторые изменения:
- 26 июля 1976 года было подписано соглашение между Кубой и Мексикой о разграничении исключительной экономической зоны в секторе кубинско-мексиканской морской границы[2].
- 3 июня 1977 года Куба присоединилась к договору о морском дне
- 27 октября 1977 года был подписан договор о морской границе между Кубой и Гаити.

Кроме того, 16 декабря 1977 года был подписан договор о морской границе между Кубой и США. В договоре было указано, что соглашение о границе является временным на два года и станет постоянным после того, как оба государства его ратифицируют. 19 января 1978 года президент США Джимми Картер передал подписанный договор в Сенат на утверждение, 30 июня 1980 года слушания по документу прошли в комитете Сената США по международным отношениям. Однако Сенат США так и не голосовал по данному соглашению, и оно не вступило в силу.
Куба ратифицировала конвенцию ЮНЕСКО о охране подводного культурного наследия. Также, в 2009 году было подписано разработанное под эгидой ФАО ООН международное соглашение по предупреждению, сдерживанию и ликвидации незаконного, незадокументированного и нерегулируемого промысла рыбы (которое подписала Куба, принявшая на себя обязательства по борьбе с незаконным ловом рыбы и обмене информацией о судах-нарушителях).
3 октября 2011 года был подписан договор о определении морской границы между Кубой и Багамскими Островами.
По состоянию на 2011 год, общая численность пограничных войск составляла 6,5 тыс. человек, на их вооружении имелось стрелковое оружие, автомобильная техника, два сторожевых корабля проекта 205П и 18 малых противолодочных кораблей проекта 199.
25 декабря 2011 года перевозившее нелегальных эмигрантов с Гаити судно затонуло в 100 м от города Майси на восточном побережье Кубы, 87 гаитян были спасены кубинскими пограничниками и доставлены в международный лагерь мигрантов.

## Современное состояние
По состоянию на начало 2022 года численность пограничных войск составляла 6,5 тыс. человек, на их вооружении имелось 20 патрульных кораблей (два сторожевых корабля проекта 205П и 18 малых противолодочных кораблей проекта 199).